# 日本AV全史
『日本AV全史』（にっぽんエーブイぜんし）は、安田理央によって著された2023年の書籍。アダルトビデオの歴史を主題としている。

## 背景
元々2021年までの歴史をまとめた書籍だったが、2022年にAV出演被害防止・救済法が施行されたことによって加筆された。

## 概要
1981年から40年間のアダルトビデオの歴史をマクロ的な視点で解説しており、女性が男性向けのAVを見ていることも言及している。巻末には年表も収録されている。
装丁にも気を配っており、内部にパラパラマンガがある。

## 評価
政治学者の佐藤信は、「大学に所属する研究者で、この本のテーマをこれだけの密度で研究することは極めて困難」と評し、「猥雑さを不可視化しようとする現代に、この本を得たことを喜びたい」と述べた。